# Ясное (Тернопольская область)
Ясное (укр. Ясне) — село в Бережанской городской общине Тернопольского района Тернопольской области Украины.
До 2020 года входило в Бережанский район.
Код КОАТУУ — 6120482503. Население по переписи 2001 года составляло 30 человек.

## Географическое положение
Село Ясное находится на расстоянии в 2 км от сёл Козовка и Сеньков.

## История
- 1954 год — дата основания.